# 色果查姆寺
色果查姆寺位于中国西藏自治区日喀则地区谢通门县塔丁乡乃囊村，是一座苯教寺院。

## 历史
色果查姆寺西临仆曲河，东临东日嘉山，和东日嘉山上的苯教的色结寺遥对。色果查姆寺创建于1161年，创建者为木辛氏后裔辛顿·益西洛卓，为辛仓家族的家寺，由辛仓家族后裔世代相承。辛仓（房名）家族属于苯教祖师辛绕·米沃且后裔衍生的六大世族之一木辛家族。《苯教史》载：木辛的系谱在后藏。止贡赞普（上丁二王之一）排挤苯教时，木辛氏后裔木扎赛路易杰保到达木（位于后藏）止村定居，并娶妻生子，使木辛氏族延续至今。据说，木辛氏的先祖来到谢通门塔西地方时，见空中降下一条白色哈达，为吉祥之兆，乃定居此地，后来兴建了颇章。
西藏民主改革前，色果查姆寺有苯教僧人80多人。蒙古准噶尔部入侵西藏时，该寺幸免于难。“文化大革命”中，该寺被毁。1988年，国家拨款修复了色果查姆寺。

## 建筑
色果查姆寺由拉措颇章和大殿两部分构成。拉措颇章是木辛家族的官邸，大殿则是苯教僧众集会及举办宗教活动的场所。
- 拉措颇章（又称“拉章”）：位于大殿以北。门朝南，高4层，每层面积为64根柱。殿内帏幔甚多，金碧辉煌，为木辛家族世代居住之处。
- 大殿：由前廊、经堂、神殿三部分组成。
  - 前廊：面积2柱，廊壁绘有四大天王、山神（即“四大山神”）、土地神（即“四面八方土地神”、“九宫土地神”）等等。
  - 经堂：面积64柱，为该寺宗教活动中心。经堂两侧有经书架，架上有《甘珠尔》、《丹珠尔》各一套，为手抄本。经堂四壁绘制辛饶·米沃且像及其传记（即“明述本典”、“弘扬苯教”、“调伏众生”、“引度众生”、“主持国家”、“神变子嗣”、“降妖伏魔”、“果道兴旺”、“成道明相”、“断除轮回”、“证果解脱”、“终得成就”）壁画。
  - 神殿：神殿主供辛饶·米沃且（旦巴·辛饶）鎏金铜像，高2.8米。两侧供奉贤拉俄噶（苯教之原始神）、桑波本赤（众神之法师），辛饶·米沃且（尘世之导师）这苯教三本尊神，均为鎏金铜等身像。此外，还供奉有色结寺第八任堪布辛·尼玛坚赞、谢·平措单措郎嘉（八世班禅之舅父）的灵塔，为鎏金铜质，高2.8米。殿内壁画为木辛系谱。
- 护法神殿：位于大殿第一层内侧西面。门向东，面积4柱，殿内主供达拉依怙泥塑等身像。殿内悬挂着金属制成的钺、弓、箭、刀、枪、盔甲等兵器及面具。
- 谢耶拉康：位于大殿第三层。殿内主供贤拉俄噶、桑波本赤、辛饶·米沃且三本尊神，均为鎏金铜等身像。壁画描绘了色果查姆寺奠基、施工、落成等画面。[1][2]